# Psidium friedrichsthalium
El Cas o "Guayaba de monte" también científicamente conocido como Psidium friedrichsthalianum es una especie de árbol de la familia de la guayaba originario de Costa Rica cultivado exitosamente en California y puede ser cultivado de su semilla en regiones de altitud moderada.

## Descripción
Son árboles generalmente pequeños, algunos alcanzan un tamaño hasta de 10 m de alto; con ramitas glabras o algunas veces adpreso-pubescentes, cuadrangulares, cada ángulo generalmente alado. Hojas generalmente elípticas, algunas oblongas, 4,7–12,5 cm de largo y 2,5–5 cm de ancho, ápice cortamente acuminado o agudo, base aguda a cuneiforme o redondeada, glabras; pecioladas. Flores generalmente solitarias u ocasionalmente en dicasios con la flor central sésil, pedúnculos hasta 4 cm de largo, glabros o escasamente pubescentes, bractéolas filiformes, hasta 1,5 mm de largo; hipanto 2–5 mm de largo, glabro; cáliz dividiéndose durante la antesis en 3 segmentos o lobos irregulares de hasta 1 cm de largo. Frutos globosos u ovalados, 3–5 cm de largo.
Además en algunos casos se pueden encontrar gusanos fácilmente quitables. (Son los gusanos de las moscas de la fruta que pone sus huevos dentro de ellos).

## Taxonomía
Psidium friedrichsthalium fue descrita por (O.Berg) Nied. y publicado en Die Natürlichen Pflanzenfamilien 3(7): 69. 1893.
Etimología
Ver: Psidium
Sinonimia
- Calyptropsidium friedrichsthalianum O.Berg[2]